# Hrušky (zámek)
Bývalý zámek Hrušky stojí v areálu bývalého hospodářského dvora v Hruškách, v okrese Vyškov. Po necitlivé přestavbě dnes již zámeckou budovu nepřipomíná.

## Historie
První písemná zmínka o vsi pochází z roku 1294 a jako majitel je uváděn jistý Hron z Hrušek. V roce 1317 část vsi získal žďárský klášter, od něhož jej roku 1516 získala starobrněnská johanitská komenda. Johanité zde nechali postavit hospodářský dvůr, jehož součástí byla i budova správce, označovaná také jako zámek. V majetku johanitů zůstal do roku 1948, následně přešel do majetku státu. Po válce zámek využívalo nejprve zemědělské družstvo, posléze státní statek Slavkov u Brna. V 50. letech 20. století prošel razantní přestavbou na kanceláře a byty, při níž ztratil veškeré historické architektonické prvky. Po revoluci byl zprivatizován a patří několika soukromým majitelům.